# Artur Hofman
Artur Hofman (ur. 1959 w Wałbrzychu) – polski działacz społeczności żydowskiej w Polsce, od roku 2006 Prezes Towarzystwa Społeczno-Kulturalnego Żydów w Polsce, od 2009 redaktor naczelny miesięcznika „Słowo Żydowskie”, Przedstawiciel Mniejszości Żydowskiej w Komisji Wspólnej Rządu i Mniejszości Narodowych i Etnicznych, wiceprzewodniczący Rady Muzeum Historii Żydów Polskich POLIN, członek Rady Muzeum Getta Warszawskiego, członek Zarządu European Jewish Association. Reżyser teatralny i telewizyjny.

## Życiorys
W 1982 zdał egzamin eksternistyczny dla aktorów dramatu w Warszawie. W 1992 ukończył studia na Wydziale Reżyserii Państwowej Wyższej Szkoły Teatralnej w Warszawie. W latach 1977–1982 był adeptem, a w latach 1982–1991 aktorem Teatru Żydowskiego w Warszawie. W latach 1993–1998 pracował jako reżyser Opery i Operetki w Szczecinie. Od 2003 do 2008 był reżyserem w Teatrze Żydowskim. 
Twórca ponad 50 spektakli teatralnych, 9 spektakli Teatru TVP i 4 filmów dokumentalnych oraz wielu programów rozrywkowych dla TVP i telewizji Polsat.  
Pełnił obowiązki wiceprzewodniczącego okręgu warszawskiego Towarzystwa Społeczno-Kulturalnego Żydów w Polsce. W 2006 został wybrany przewodniczącym TSKŻ. Od jesieni 2009 pełni funkcję redaktora naczelnego Słowa Żydowskiego. Wchodzi w skład Kolegium Społecznego Muzeum Historii Żydów Polskich Polin w Warszawie.

## Filmografia
aktor
- 1982: Austeria
- 1979: Gwiazdy na dachu
- 1979: Dybuk
- 1979: David

reżyser
- 1993: Jakub Rotbaum (film dokumentalny)[2]
- 1994: Gość oczekiwany (spektakl Teatru TVP)
- 2002: Latająca karetka (film dokumentalny)[3]
- 2018: Okno na tamtą stronę (spektakl Teatru TVP)

scenarzysta
- 1993: Jakub Rotbaum
- 2002: Latająca karetka

## Odznaczenia
- Srebrny Krzyż Zasługi – 2005[4]